# Mäuseturm, Holzerode
Mäuseturm är en ruin belägen i närheten av byn Holzerode i det tyska förbundslandet Niedersachsen. Den tretton meter höga ruinen är vad som återstår av en kyrkobyggnad, som förmodligen uppfördes under 1400-talets förra hälft. I ett dokument från år 1425 benämns kapellet "des hilgen cruces to Moseborn". Med tiden lämnades kyrkobyggnaden att förfalla och är sedan 1700-talet en ruin.

### Webbkällor
- ”Der Mäuseturm”. Ebergötzen & Holzerode. 5 maj 2014. https://ebergoetzen.de/der-maeuseturm/. Läst 18 juli 2023.